# Ungud
Dans la mythologie aborigène, Ungud est un dieu serpent qui est parfois de sexe masculin, parfois de sexe féminin. Il est associé aux arcs-en-ciel ainsi qu'à la fertilité et aux érections des shamans de la tribu.